# دی‌فنیل‌دی‌کلرومتان
دی‌فنیل‌دی‌کلرومتان (به انگلیسی: Diphenyldichloromethane) یک ترکیب شیمیایی با فرمول ترکیبی C6H5)2CCl2) می‌باشد. این ترکیب جامد سفید رنگ به عنوان پیش مادهٔ ساخت دیگر ترکیبات آلی به کار می‌رود.

## روش تهیه (سنتز)
این ترکیب از واکنش بین کربن تترا کلرید و آلومینیوم کلرید بی‌آب به عنوان کاتالیزور در فرایند آلکیلاسیون فریدل-کرافتس حاصل می‌شود. در روش دیگر می‌توان با واکنش بنزو فنون با پنتاکلرید فسفر دی فنیل کلرومتان را سنتز نمود:
(C6H5)2CO + PCl5 → (C6H5)2CCl2 + POCl3